# Vărșag
Vărșag est une ville de Roumanie, dans le județ de Harghita.

## Démographie
Lors du recensement de 2011, 99,05 % de la population se déclarent hongrois, ce qui en fait la commune de Roumanie avec le plus fort pourcentage d'habitants hongrois (0,94 % des habitants déclarent appartenir à une autre ethnie).

## Politique
| Parti | Parti                                           | Sièges |
| ----- | ----------------------------------------------- | ------ |
|       | Union démocrate magyare de Roumanie (UDMR)      | 8      |
|       | Parti populaire hongrois de Transylvanie (PPMT) | 3      |